# Gericht Alzenau
Das Gericht Alzenau (zuvor auch: Gericht Wilmundsheim) war eine mittelalterliche Verwaltungseinheit für eine Reihe von Dörfern, die zusammen mit den Gerichten Somborn, Hörstein und Mömbris gemeinsam das Freigericht Alzenau bildete.

## Funktion und Geschichte
Das Gericht Alzenau war ursprünglich ein auf Selbstverwaltung und genossenschaftlichen Strukturen beruhender Zusammenschluss von Dörfern, reichsunmittelbar und ohne Landesherrn. Im Zuge der Territorialisierung gelang es den im Freigericht zusammengeschlossenen Gerichten aber nicht, ihre Selbständigkeit und ihre Reichsunmittelbarkeit gegen den Druck der umliegenden Territorialherren zu wahren, zumal das Reich seine Rechte im Laufe der Zeit an diese Territorialherren abgab. Das Gericht Alzenau war so in der Frühen Neuzeit nur noch die Bezeichnung für eine Teileinheit des Freigerichts, das wiederum von den jeweiligen Landesherren ähnlich einem Amt verwaltet wurde. Seit 1740 gehörte das Gericht Alzenau zu Kurmainz.

## Gebiet
Das Gericht Alzenau umfasste die Dörfer
- Alzenau (zuvor Wilmundsheim)
- Hemsbach
- Kälberau
- Michelbach
- Wasserlos